# Карышев, Николай Александрович
Николай Александрович Ка́рышев (1855—1905) — русский экономист, статистик, земский деятель, публицист.

## Биография
Происходил из дворян Калужской губернии. Родился 6 (18) декабря 1855 года в селе Дубровка Жиздринского уезда (по другим сведениям — в Екатеринославской губернии); воспитывался в семье своей тетки О. И. Гнединой и её мужа, Д. И. Гнедина.
В 1874 году окончил Харьковскую гимназию, в 1878 году (по другим сведениям — в 1880) со степенью кандидата права — юридический факультет Московского университета. С января 1881 года находился при Московском университете для подготовки к профессорскому званию. С конца декабря 1881 года до сентября 1885 года был доцентом политической экономии и статистики в Санкт-Петербургском лесном институте.
После защиты в мае 1881 года в Московском университете магистерской диссертации несколько лет занимался земской деятельностью в Екатеринославской губернии; в 1881—1884 годах был гласным Александровского уездного земства; долгое время был в этом уезде почётным мировым судьёй, заведовал одно время 12-ю земскими начальными школами; с 1885 года был организатором и попечителем Гнединского ремесленного училища, в котором в течение 1885—1887 годах преподавал несколько предметов.
В сентябре 1887 года в качестве приват-доцента стал читать курс прикладной политической экономии в Московском университете.; с апреля 1891 года — экстраординарный профессор Дерптского университета, а после защиты в мае 1892 года в Московском университете докторской диссертации.
С 1893 по 1896 год — профессор статистики в Александровского лицея в Санкт-Петербурге. В том же году был избран юридическим факультетом Санкт-Петербургского университета для преподавания статистики, но назначено было другое лицо. С августа 1895 года он был профессором политической экономии и статистики в Московском сельскохозяйственном институте; в марте 1904 года вышел по болезни в отставку. В начале 1900-х годов в Париже прочитал несколько курсов в Русской высшей школе общественных наук. 
Со второй половины 70-х годов Карышев был сотрудником «Русских ведомостей», «Земства», «Днепра», «Земского обзора», «Юридического вестника»; в последнем (сентябрь 1889) напечатано исследование Карышева «Статистический обзор распространения главнейших отраслей обрабатывающей промышленности в России». В 1886 года Карышев поместил несколько статей об экономическом положении России в болонском «Giornale degli Economisti». С 1893 г. Карышев состоит постоянным сотрудником журнала «Русское богатство», где ведет научно-литературное экономическое обозрение под заглавием «Народно-хозяйственные наброски». Отдельно Карышев издал следующие книги: «Экономические беседы», диссертацию магистерскую — «Вечно-наследственный наем земель на континенте Западной Европы», и докторскую — «Крестьянские вненадельные аренды» (второй том «Итогов экономического исследования России по данным земской статистики»). Сверх того, в 1885 г. Карышев издал «Атлас по лесной статистике».
Научные труды Карышева посвящены преимущественно вопросам сельского хозяйства и в частности хозяйства мелкого, крестьянского. Карышев является здесь горячим защитником крестьянских нужд и интересов, связанных с главным источником их средств существования — земледелием. Хотя главное место практической деятельности Карышева (Екатеринославская губерния) относится к району подворного землевладения, он принадлежит к числу убежденных защитников нашей сельской общины, отстаивая вместе с тем необходимость расширения крестьянского землевладения и землепользования.
Был деятельным членом александровского уездного и екатеринославского губернского земств, с январе 1903 года — предводителем дворянства; принимал участие в земском съезде 6—9 ноября 1904 г. в Санкт-Петербурге. После 1895 года отдельно изданы: «Труд — его роль и условия приложения в производстве»; «Земские ходатайства 1865—1884»; «Из литературы вопроса о крупном и мелком сельском хозяйстве».

## Мнения
После публикации в «Русском богатстве» одной из статей Карышева очень резкую характеристику дал автору Гарин-Михайловский (в частном письме одному из ведущих сотрудников  журнала от 26 сентября 1894 г.): 

... ограниченный народник со всем бессилием и слабостью мысли народника. Наивен так, что стыдно читать. Не тот путь и не так налаживается эта громадная махина нашей жизни <…> Пьяная, узкая голова Карышева поймёт ли, что дело в обесцененьи труда, в связанных руках, в подневольной общине и в подневольном труде, в той каторге, в которой изнывает Россия?!
В октябре 1898 г. уничтожающую характеристику дал Карышеву В.И. Ленин, анализировавший его книгу «Материалы по русскому народному хозяйству. I. Наша фабрично-заводская промышленность в половине 90-х годов»: 

… чисто статистическая обработка материала оказалась крайне отрывочной, неполной, несистематичной, а выводы, к которым поспешил перейти г. Карышев, служат большей частью примером того, как не следует обращаться с цифрами.
Вероятно, один только Василий Гаврилович Яроцкий, автор статьи о Карышеве в «Энциклопедическом словаре Бокгауза и Ефрона», положительно оценил значение его работ: 

Выводы свои Карышев обосновывает на массе самостоятельно разработанного статистического материала, вследствие чего они приобретают особенную твёрдость. Общеэкономические взгляды Карышева выразились с особенною ясностью в его «Экономических беседах». Это у нас почти единственный образец сжатого, но вместе с тем вполне доступного для сельского, неподготовленного читателя изложения главнейших основ политической экономии. В главном сочинении Карышев вопрос о вненадельных крестьянских арендах разработан не только впервые, но и самым исчерпывающим образом, благодаря чему вполне разъяснено громадное значение его для крестьянского хозяйства и указаны необходимые меры для правильного его разрешения.